# Gmina Blato
Gmina Blato (chorw. Općina Blato) – gmina w Chorwacji, w żupanii dubrownicko-neretwiańskiej. W 2011 roku liczyła 3593 mieszkańców, a w 2021 roku 3534.

## Miejscowości
Miejscowości wchodzące w skład gminy Blato:
- Blato
- Potirna